# The British Postal Museum & Archive
The British Postal Museum & Archive (BPMA) est une fondation dont le but est la gestion des archives de la Royal Mail, opérateur postal héritier de l'administration postale britannique, et des collections philatéliques anciennement exposées au National Postal Museum ouvert entre 1966 et 1998.

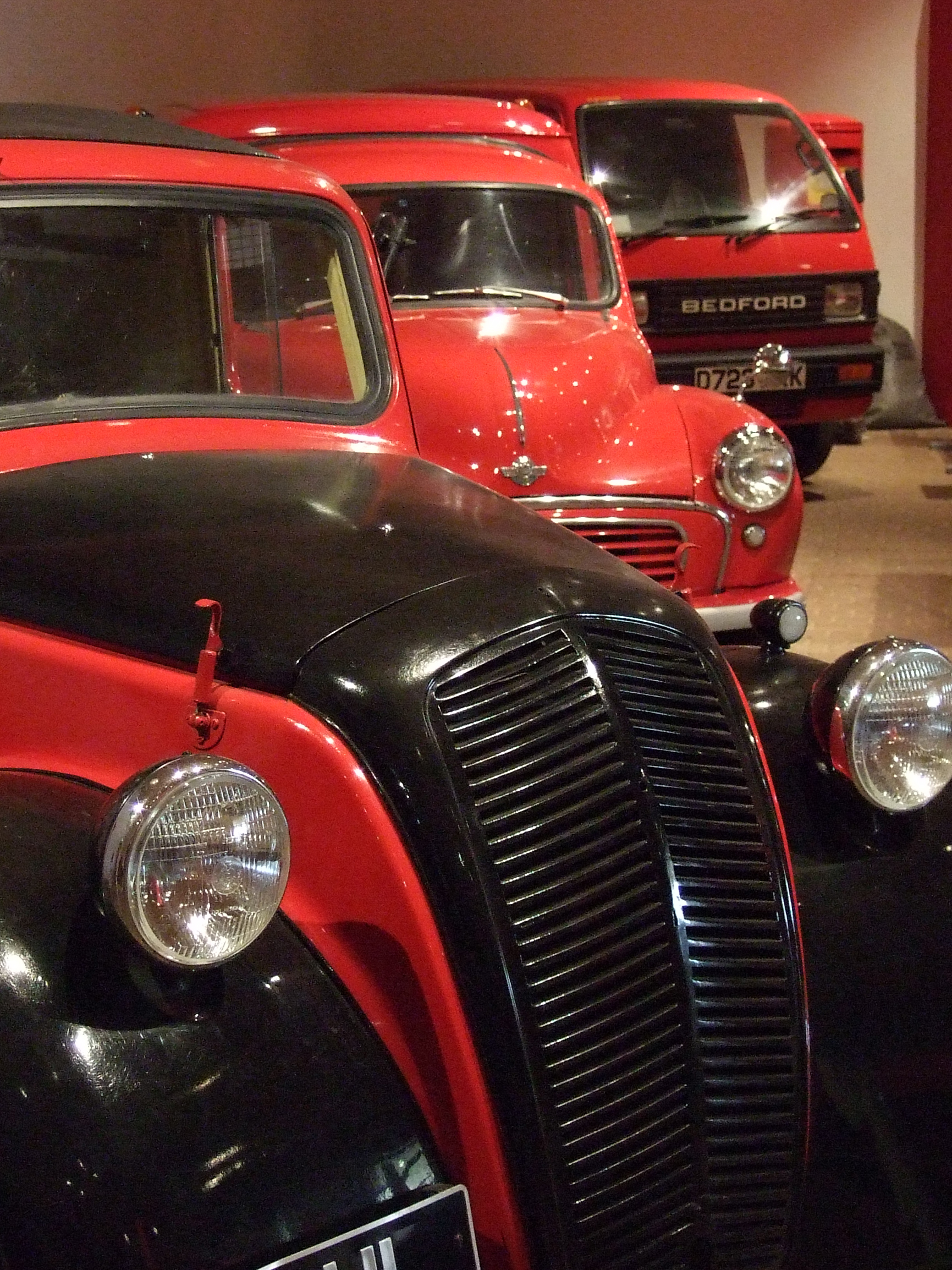
Véhicules de la Poste dans la collection de la BPMA

Le BPMA est situé sur deux sites : les archives à Freeling House, près du centre de tri londonien de Mount Pleasant, et le stock du musée à Debden et Loughton, dans l'Essex. Depuis la fin des années 2000, la réouverture du musée est en projet malgré des difficultés à trouver les capitaux.
Le financement est principalement assuré par la Royal Mail pour la mission de conservation de ses archives, mais la fondation est indépendante et peut se financer par d'autres ressources. Elle prépare la réouverture d'un musée postal à Swindon, vers 2013.

## Historique
La conservation de ses archives par le General Post Office est un souci apparu en 1896 avec un rapport et l'emploi du premier archiviste.
En 1966, un musée postal national (National Postal Museum) est fondé pour présenter notamment la collection philatélique de l'époque victorienne donnée à la nation l'année précédente par Reginald M. Phillips. Le musée est inauguré le 19 février 1969 dans le King Edward Building, dans le centre de Londres. Il ferme en 1998 avec la vente du bâtiment.
Le Royal Mail Group (un temps dénommé Consignia) décide d'unir la gestion de ses archives et des collections de l'ancien musée et de transférer cette charge à une fondation indépendante, le Postal Heritage Trust créé en avril 2004 et publiquement connu sous le nom de British Postal Museum & Archive (Musée et archives postaux britanniques).
À la fin des années 2000, le BPMA tente de rouvrir un musée. En 2008, il s'intéresse à un ancien bâtiment ferroviaire à Swindon, dans le Wiltshire, pour y créer un nouveau musée postal et un centre d'archives qui aurait ouvert vers 2013. Ce projet est cependant abandonné, faute de capitaux suffisants, courant 2011. En mars 2012, c'est à partir d’un bâtiment londonien de Royal Mail à Mount Pleasant, Calthorpe House, que l'initiative reprend avec l’aide financière et immobilière de Royal Mail et de Post Office Ltd, ainsi que d’une campagne de dons,.

## Activités et missions
Concernant la gestion des archives classées comme d'importance nationale, le BPMA reçoit un paiement annuel du Royal Mail Group, qui en reste responsable. Il les protège, en tient catalogue et les rend disponibles aux chercheurs à Clerkenwell, à Londres.
Quant aux collections du Musée postal national, Royal Mail en a fait don au BPMA qui prépare des expositions temporaires et des visites de son site de stockage à Debden et Loughton, dans l'Essex.
Le BPMA organise également toute manifestation ou publication qu'il juge utile à la connaissance ou au développement de la philatélie. Des expositions itinérantes ont été créées: Moving The Mail sur le transport du courrier, ainsi que des reconstitutions de bureaux de poste historiques.
Grâce aux archives, les conservateurs du BPMA rédigent des textes philatéliques publiés sur le site internet de la fondation, imprimés sous forme de fascicules ou des ouvrages vendus en librairie.